# Sulculeolaria monoica
Sulculeolaria monoica är en nässeldjursart som först beskrevs av Chun 1888.  Sulculeolaria monoica ingår i släktet Sulculeolaria och familjen Diphyidae. Inga underarter finns listade i Catalogue of Life.